# Yves Coineau
Yves Pierre Coineau (* 6. Juli 1934 in Coussac-Bonneval, Département Haute-Vienne) ist ein französischer Acarologe.

## Leben
Nach dem Abitur im Jahr 1954 erwarb Coineau ein Diplom in den Naturwissenschaften an der Universität Poitiers und anschließend ein weiteres für weiterführende Studien an der Universität Limoges. 1959 heiratete er die Krebstierforscherin Nicole Maumy, die Forschungsdirektorin am Centre national de la recherche scientifique war. Aus dieser Ehe gingen eine Tochter und ein Sohn hervor. Von 1960 bis 1966 war er Assistent im Labor Arago de Banyuls-sur-Mer. Ab 1964 war er Organisationsleiter und von 1966 bis 1971 war er Assistenzprofessor am Centre d’écologie méditerranéenne du Mas de la Serre. Von 1970 bis 1978 lehrte er an der Universität Montpellier. 1971 wurde Coineau zum Ph.D. promoviert und im selben Jahr wurde er zum Direktor des zoogeographischen Labors der Universität Montpellier ernannt. 1979 trat er die Nachfolge von Max Vachon am Lehrstuhl für Zoologie (Gliederfüßer) am Muséum national d’histoire naturelle an. 1993 wurde er Direktor des zoologischen Labors am Muséum national d’histoire naturelle. 2001 wurde er pensioniert.
Während seiner Zeit am Museum organisierte Coineau Ausstellungen über Bionik und drehte in Zusammenarbeit mit Alain R. Devez Filme über Milben (Les Saxidrominae, Acariens Prostigmates libres) oder Wüstenökologie (Surprenant désert). Er führte auch ein neues Konzept, das des „Mikrozoos“, ein, das zuerst im Parc zoologique de Paris, dann in der Menagerie des Jardin des plantes realisiert wurde. Die „Telemikroskope“, mit denen die Installation ausgestattet ist, ermöglichen den Besuchern mit Hilfe der Fernsteuerung einen direkten Zugang zur interaktiven Beobachtung der Meiofauna. Dieses Konzept wurde auch im „Mikroaquarium“ des Ozeanographischen Museums Monaco eingeführt.
Coineau widmete seine wissenschaftliche Arbeit der Evolutionssystematik, der Funktionsmorphologie, der Ethologie und der Ökologie der Milbenordnungen Opilioacarida und Prostigmata. Seine Forschungen konzentrierten sich auf Milbengruppen, die an extreme Umgebungen in trockenen Regionen (insbesondere im südlichen Afrika) angepasst sind. Hierzu zählen die Familien Caeculidae und Saxidromidae, die kahle Felsen und ihre Spalten bewohnen sowie die Familien Nematalycidae und Micropsammidae, die in den Zwischenräumen des feinen Wüstensandes vorkommen.
Coineau ist Autor beziehungsweise Coautor von acht populärwissenschaftlichen Büchern, in denen er sich mit den Themen Mikroathropoden im Boden, Bionik, Überleben in der Wildnis, wissenschaftliches Zeichnen sowie der Varroamilbe (parasitäre Milben der Bienen) befasste. Die meisten dieser Bücher wurden in Spanisch, Deutsch und Japanisch übersetzt.

## Schriften (Auswahl)
- Contribution à l’étude des Caeculidae, 1963–1974
- Éléments pour une monographie morphologique, écologique et biologique des Caeculidae (Acariens), 1971
- À propos de quelques caractères particulièrement primitifs de la prélarve et de la larve d’un Opilioacaridae du Gabon, 1973
- Un type nouveau d'Acariens Prostigmates libres, les Saxidromoïdea, nouvelle super-famille, 1974
- Les Parades sexuelles des Saxidrominae Coineau 1974 (Acariens, Prostigmates, Adamystidae, 1976)
- Découverte d’un nouveau peuplement psammique: les Microarthropodes du milieu interstitiel aérien des sables fins, 1978
- Titres et travaux scientifiques, 1978
- Comment réaliser vos dessins scientifiques. Matériel et méthode’s pratiques, 1978
- Les inventions de la nature et la bionique, 1987 (deutsch: Erfindungen der Natur. Bionik. Die Technik lernt von Tieren und Pflanzen, 1989)
- Vivre et survivre dans la nature, 1993
- Ces animaux minuscules qui nous entourent, 1997
- Varroa tueur d’abeilles, 2002
- Maladies, parasites et autres ennemis de l’abeille mellifère, 2007